# Adenosma bilabiata
Adenosma bilabiata là một loài thực vật có hoa trong họ Mã đề. Loài này được (Roxb.) Merr. mô tả khoa học đầu tiên năm 1923.